# Невицьке
Не́вицьке — село в Україні, в Оноківській сільській громаді, Ужгородського району, Закарпатської області на річці Уж. Розташоване за 12 км від Ужгорода.

## Назва
Є різні історичні тлумачення щодо назви села Невицьке. Найбільш імовірною є назва «NEWICKE» (грамоти, письмові джерела), але з народних переказів — під час нападів на замок ворогів молодих неодружених жінок переховували від полону, і їх називали невістами. Звідси, очевидно, сталося трансформована назва невістський, тобто (Невицький) замок.

## Символіка
Герб с. Невицьке нагадує старосвітські декоративні форми середньовіччя, для того аби підкреслити прадавність історизму, і увінчаного в верхній частині складної, і складеної композиції з різних орнаментальних елементів корони у центрі якої вкомпоновано простий католицький хрестик. У нижній частині щита графічно зображена декорована голівка янголятка — символ віросповідності селян Ужанської долини.
Загальна площина герба поділена на чотири тематичні композиції, які по змісті переходять і завершуються готичним написом «Невицьке» (авторського модерну) шрифтом, щоб цим, підкреслити впливи західноєвропейських культур на наш край, упродовж століть володарями замку.
Перша площина (справа) запрошує двох чоловіків, які займаються виноробством, а також показано вхід у замкову пивницю.
Друга площина (зліва) — це два ковалі, досвідчені майстри для усіх видів і ремонтів домогосподарств.
Третя площина (справа) вкомпоновано три постаті: чоловік-косар, одна жінка, що збирає жатву, друга зв'язує у снопи. Надалі проводиться молотьба, млиновий помел на борошно і замкова пекарня.
Четверта площина (зліва) — це орачі та сівачі збіжжя на усіх земельних наділах магнатів — власників замку.
Селяни с. Невицьке займалися лише поточним обслуговуванням замку. Орали, сіяли, займалися виноробством, ковальством, годівлею домашніх тварин та птиці. Проводили і виконували будівельні і ремонтні роботи в замку, і прилеглих територій.

## Історія

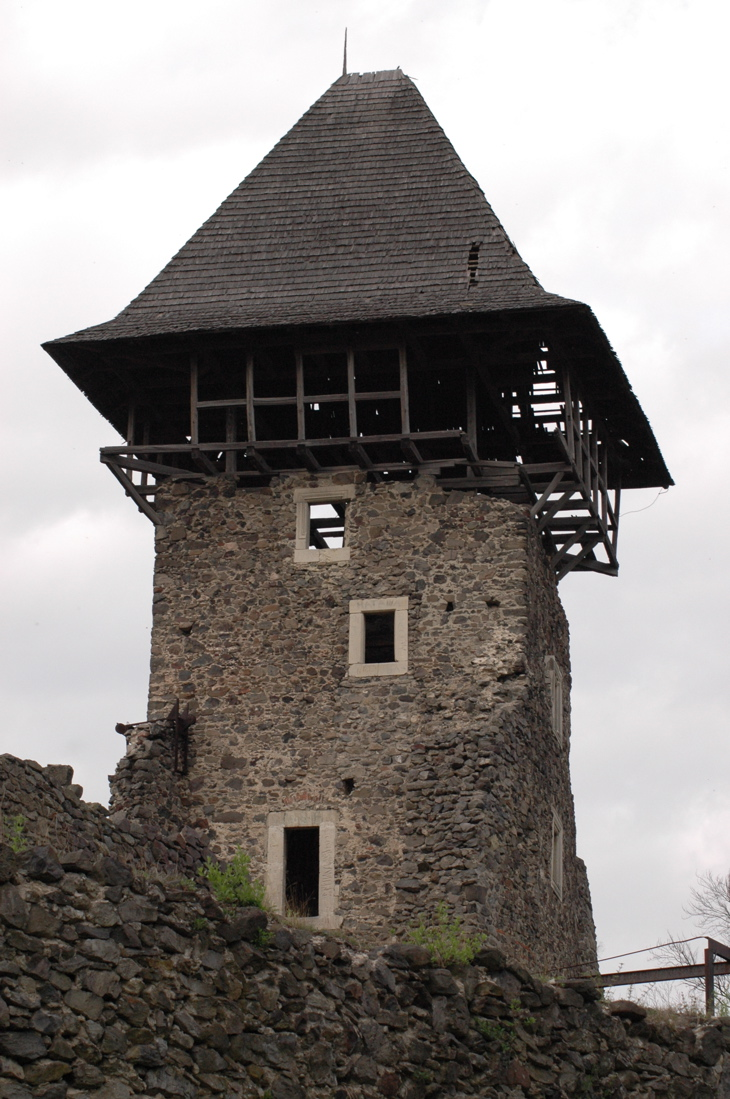
Невицький замок

В грамотах та інших письмових джерелах село відоме під назвами: «угор. Nevicke» та «рум. Neviţche» Очевидно, село виникло раніше XIII століття. і саме від нього замок, що височить поряд, міг одержати назву Невицький.
В північній частині села в 70-х роках минулого століття виявлений могильник із ознаками трупоспалення. Людські останки містилися в глиняних урнах. В околицях Невицького знайдено бронзовий меч і кілька браслетів. В урочищі Рибник, що між селами Невицьке і Кам'янця — чотири кургани. 1968 року один курган розкопано І. І. Поповичем. Засвідчено колективне поховання з трупоспаленням в урнах, воно належить куштановицькій культурі VI—IV століттях до нашої ери.
Курганний могильник датується VI—V ст, до н. е. Неподалік від нього знаходиться урочище Тепла яма. Імовірно, з назвою села найкраще пов'язувати давнє божество Наву або Неву, що символізує невідомість. Віддаючи наречену до шлюбу, їй створювали в новому житті своєрідну недоторканість, яка в наш час трансформувалася в слові «невістка» (та, що не знає своє майбутнє).
Від третьої чверті XIV століття до кінця XVII століття село належало до Невицького домену Другетів. Перша пряма згадка про село припадає на 1427 рік, коли селянські господарства були оподатковані від 17 порт. 1599 року в Невицькому нараховувалося 30 селянських господарств, що давало підстави вважати його середнім за величиною поселенням. У другій половині XVII — на початку XVIII століття кількість селянських господарств значно зменшилася. На 1715 рік нараховувалося всього 8 домогосподарств.
Неподалік Невицького виявлений курганний могильник, датований VI—V століття до н. е.

## Політика

### Парламентські вибори, 2019
На позачергових парламентських виборах 2019 року у селі функціонувала окрема виборча дільниця № 210571, розташована у приміщенні клубу.
Результати
- зареєстровано 812 виборців, явка 55,30 %, найбільше голосів віддано за «Слугу народу» — 44,77 %, за Всеукраїнське об'єднання «Батьківщина» — 14,77 %, за «Європейську Солідарність» — 8,64 %.[2] В одномандатному окрузі найбільше голосів отримав Роберт Горват (самовисування) — 28,80 %, за Олександра Пекаря (Слуга народу) — 21,66 %, за Андрія Андріїва (самовисування) — 17,51 %[3].

## Населення
Згідно з переписом УРСР 1989 року чисельність наявного населення села становила 1031 особа, з яких 498 чоловіків та 533 жінки.
За переписом населення України 2001 року в селі мешкало 1028 осіб.

### Мова
Розподіл населення за рідною мовою за даними перепису 2001 року:
| Мова       | Відсоток |
| ---------- | -------- |
| українська | 99,03 %  |
| російська  | 0,68 %   |
| угорська   | 0,10 %   |

## Пам'ятки
- Будинок[d], в якому розміщався політичний відділ 18-ої армії 4-го Українського фронту;
- Пам'ятник односельчанам-добровольцям Радянської Армії;

### Храм Покрови Пресвятої Богородиці
У 1751 році за пароха Луки Чиприна згадується дерев'яна церква з трьома дзвонами, прикрашена всіма образами, освячена Йосипом Годермарським.
Тепер у селі стоїть струнка мурована церква, збудована, згідно з написом над входом, у 1779 році, але люди твердять, що це сталося на два роки скоріше. Подібно до інших церков XVIII століття, споруда відрізняється вишуканим профілем вежі й добрими пропорціями.
Іконостас та престол вирізьбив Мартин Духнович у 1798 році за священника Петра Боровського, ктиторів Андрія Коцкулича, Петра Росола, Івана Стасюка та Павла Дюрика. Закінчили іконостас (чи, можливо, встановили ікони) у 1807 році за священника Івана Бокшая та дяка Івана Югасевича — відомого переписувача церковних книг та пісенників. Коштом парафіян за різьбарську роботу було виплачено 400 німецьких золотих, а художник отримав 1304 німецькі золоті.
На свято Покрови 1931 року каноник О. Стойка посвятив церкву, розмальовану стараннями пароха Михайла Дутка.
У 1960 році куратор Й. Угрин організував ремонт церкви. Розпис і оздоблення храму здійснив С. Сарновський. Тоді ж знищили греко-католицький престол роботи М. Духновича. З давніх речей збереглися чотири різьблені дерев'яні свічники XIX століття. З чотирьох дзвонів у вежі храму найдавнішими є два малі, що походять з 1756 року. Великий дзвін відлили 1806 року у Пряшеві Ігнатій Лехерер і Пауль Шміц.
Після ліквідації греко-католицької церкви наприкінці 1940-х років місцеві священники Євген Клин та Олександр Марина були заслані в радянські концтабори.

### Невицький замок
Невицький замок був споруджений на горі заввишки 125 м над рівнем моря у вузькій долині р. Уж, є кілька письмових згадок від 1266, 1274, 1288 років. В ті часи він вважався замком комітату Унґ та належав угорським королям.
Замок брав участь у різних феодальних війнах, переходив у власність від одних до інших магнатів, графів. З втратою колишнього воєнного значення почав занепадати. До наших днів зберігся частково. Мури замку нині на консервації. Нині Невицький замок перебуває на балансі Кам'яницької сільської ради.

## Відомі люди
- Щобак Юрій Васильович (1981—2022) — український військовослужбовець, молодший сержант Збройних Сил України, учасник російсько-української війни, що загинув під час російського вторгнення в Україну у 2022 році.